# エミール・ブライトクロイツ
エミール・ブライトクロイツ（Emil William Breitkreutz、1883年11月16日 - 1972年5月3日）は、アメリカ合衆国の陸上競技選手である。彼は1904年に開催されたセントルイスオリンピックに出場して、800メートル競走で銅メダルを獲得した。

## 経歴
エミール・ブライトクロイツは、南カリフォルニア大学工学部に在学中の1904年に、セントルイスオリンピックに参加した。彼は、南カリフォルニア大学出身の運動選手で最初にオリンピックに出場した選手である。
セントルイスオリンピックの800メートル競走は、1904年9月1日に決勝レースのみで実施された。レースはアメリカ代表のジム・ライトボディがオリンピック新記録で優勝した。ブライトクロイツはやはりアメリカ代表のハワード・バレンタインについで3位でゴールし、表彰台をアメリカ勢が独占する結果となった。
ブライトクロイツは1906年に大学を卒業した。彼は、1907年に南カリフォルニア大学バスケットボールチームの初代ヘッドコーチに就任している。また、アマチュア運動連合（AAU）では陸上競技関連の役員やバレーボール委員会の議長として積極的に活動した。